# Kevin Kratz
Kevin Kratz (* 21. Januar 1987 in Eschweiler) ist ein ehemaliger deutsch-US-Amerikanischer Fußballspieler und heutiger -trainer. Er spielte auf der Position des defensiven Mittelfeldspielers und 2013/14 mit Eintracht Braunschweig in der Bundesliga.

## Karriere
Kratz spielte in der Jugend für den SCB Laurenzberg und Germania Dürwiß, ehe er 1998 zu Bayer 04 Leverkusen wechselte. Hier spielte er vom 1. Juli 2006 bis 30. Juni 2009 in der zweiten Mannschaft.
Ab dem 1. Juli 2009 spielte Kratz bei Alemannia Aachen. Zunächst war er nur Ersatz für den zu Dynamo Dresden gewechselten Cristian Fiél, wurde aber zur Saison 2010/11 Stammspieler. Im Februar 2011 verlängerte Kratz seinen auslaufenden Vertrag bei Alemannia Aachen bis Juni 2013, wechselte jedoch nach dem Abstieg der Alemannia im Sommer 2012 zu Eintracht Braunschweig, wo er einen Zweijahresvertrag bis zum 30. Juni 2014 unterschrieb. In der 1. Runde im DFB-Pokalspiel gegen den VfB Lübeck erzielte er seine ersten beiden Tore für die Eintracht. Am Ende der Saison 2012/13 stieg er mit Braunschweig in die Bundesliga auf. In dieser debütierte er am 10. August 2013 (1. Spieltag) bei der 0:1-Niederlage im Heimspiel gegen Werder Bremen. Am 2. Spieltag, am 18. August 2013, erzielte er mit dem Anschlusstreffer per Kopf in der 89. Minute bei der 1:2-Niederlage im Auswärtsspiel gegen Borussia Dortmund sein erstes Bundesligator.
Nach dem Abstieg Eintracht Braunschweigs in die 2. Liga wechselte Kevin Kratz zum SV Sandhausen. Aufgrund einer Fußverletzung kam er in der Hinrunde jedoch nur auf drei Kurzeinsätze für den SVS. In der Rückrunde wurde Kratz zum Stammspieler und hatte erheblichen Anteil am Klassenerhalt des SV Sandhausen.
Im Sommer 2016 wurde Kratz vereinslos. Am 15. September 2016 wechselte er in die US-amerikanische Major League Soccer und schloss sich Philadelphia Union an. Am 11. Dezember wurde der Wechsel zu Atlanta United bekannt gegeben. In seiner Premierensaison 2017 erreichte er mit Atlanta den 4. Platz und damit die Playoffs.
In der Saison 2018 wurde er mit Atlanta MLS Cup Sieger. Beim Finalsieg über die Portland Timbers wurde er nicht eingesetzt, kam aber während der Saison auf 27 Einsätze und zwei Tore.
Nachdem er ab Sommer 2019 vereinslos war, beendete er zum Ende des Jahres 2019 seine Karriere als aktiver Profi.
Seit 2021 ist Kratz als Trainer im Nachwuchsbereich von Atlanta United tätig. 2023 gewann er als Trainer der U-16 den Titel in der MLS Next.

## Erfolge
- MLS Cup Sieger 2018 mit Atlanta United
- Aufstieg in die Bundesliga 2013 mit Eintracht Braunschweig
- Aufstieg in die Regionalliga 2008 mit Bayer 04 Leverkusen II